# Jerônimo Gomes Jardim
Jerônimo Gomes Jardim (Triunfo, 1779 — c. 1837) foi um militar brasileiro.
Era irmão de José Gomes de Vasconcelos Jardim, filho de Agostinho Gomes Jardim e Teresa Barbosa de Menezes, casou com Faustina Flora de Oliveira com quem teve cinco filhos.
Comandava o 25º Regimento de Cavalaria, no primeiro combate entre as tropas adversárias da Guerra da Cisplatina, no Rincão das Galinhas, quando foi atacado por Fructuoso Rivera, em 24 de Setembro de 1825. Foi derrotado, reuniu os dispersos de seu regimento e retirou-se para o Arapeí.
Participou da Revolução Farroupilha do lado republicano, invadiu a vila da São Leopoldo para angariar colonos.. Em 6 de junho de 1836, comandava uma tropa de 600 homens que fizeram os colonos legalistas recuarem para Dois Irmãos. Com a chegada de uma tropa legalista comandada por Bento Manuel Ribeiro foi obrigado a render-se, mediante um oferta de paz honrosa que não foi respeitada, sendo recolhido à Presiganga em 6 de setembro de 1836. Doente, após sucessivos pedidos de liberdade e auxílio médico negados, sob or pretexto que fingia, faleceu em 1837.